# 紅つばめお雪
『紅つばめお雪』（べにつばめおゆき）は、1970年10月2日から同年12月25日までNET系列局で放送されていた連続テレビ時代劇である。NETテレビ（現・テレビ朝日）と東映の共同製作。全13話。放送時間は毎週金曜 20時 - 20時56分 （日本標準時）。

## 概要
同じくNETテレビと東映京都テレビプロダクションが製作した『旅がらすくれないお仙』や『緋剣流れ星お蘭』などの作品に連なる、女主人公による道中物時代劇。
八重垣流小太刀の達人で八重垣流始祖の娘でもあるお雪（宮園純子）が、世間並みの常識を持った娘になろうと一人旅に出る。その道中、素肌に赤い陣羽織だけを身に着けて赤いふんどしに大小の刀を差している農民出身のニワカ侍・石和の藤吉（里見浩太朗）や、漁師の息子でヤクザ志願の銚子の与三郎（工藤堅太郎）という二人の男と偶然に知り合い、三人で旅をしながら悪を懲らしめていく。

## レギュラーキャスト
紅つばめお雪
演：宮園純子
八重垣流小太刀の始祖を親に持つ。五歳で父親と伊豆大島に渡り、そこで父親から伝授された八重垣流小太刀の腕前は天下一品。その後、父親の望みでもある世間並みの常識を得た娘になりたいと思い、父を伊豆大島に残して旅に出るが、行く先々で事件に遭遇する。初めのうちは世間知らずな言動を多く見せた。結婚願望を抱いているらしい。しっかり者で路銀を管理しており、藤吉や与三郎はお雪とはぐれると途端に文無しになってしまう。旅を重ねるごとに藤吉や与三郎から好意を抱かれるようになっていき、二人の夢の中でそれぞれの妻になったことも。
石和の藤吉
演：里見浩太朗
農民出身のにわか侍。というより、先祖が武士で自分は侍の子だと思い込んでいる。そのため、侍らしい扱いを受けないと怒ることがあり、与三郎と初めて出会った際も、それで揉めた。時折農民らしい口調を出すことがある。「（石和の）藤吉」はほぼ名乗らず「上杉藤吉郎」を名乗り、末は一国一城の主になることを夢見ており、一度、仕官の話もあったが、相手は偽物の侍だった。先祖から受け継いだという赤い陣羽織を着ており、それが自身のトレードマークにもなっている。痔持ちで、時々戦闘にも影響する。
銚子の与三郎
演：工藤堅太郎
元は銚子の漁師の息子で、渡世人志願で旅をしている。夢は大親分になること。二つ名として「昇り龍の与三郎」を名乗り、その名の如く龍が威勢よく登る様子の入れ墨を背中に背負っていることになっているが、実際には髭の部分だけ入れただけで、あまりの痛みで入れられなくなったため、あとはその都度誰かに描いてもらっている。そのため雨などが降って濡れると入れ墨が流れてしまう。一度、龍ではなく豚を背中に描かれたこともある（第7話）。オープニングに於いて、唯一台詞がある（第2話から）が、その台詞は途切れてしまっている。

## スタッフ
- 脚本：放送日程参照
- 監督：放送日程参照
- 音楽：小川寛興
- 美術：寺島孝男、吉村晟
- 撮影：平山善樹、森常次、安達重穂、脇武夫、玉木照芳
- 照明：岡田耕二、谷川忠雄、藤井光春、松井薫
- 録音：矢部吉三、草川石文
- 計測：宮川俊夫、長谷川武次、水島淳一、佐賀彰
- 記録：藤原凪子、佐藤利子、篠敦子、高木弘子
- 編集：戸川博、岩本光司、島村智之
- 衣裳：上野徳三郎、荒堀実秋
- 美粧：林三郎、堤野正直、今義美
- 結髪：河野節子
- 装置：大喜多義三郎、松尾清
- 装飾：草川啓三、道畑真二、山中忠知、小谷恒義
- 擬斗：土井淳之祐、三好郁夫（東映剣会）
- 助監督：尾田耕太郎、久郷久雄、曽根勇
- 進行：丸本晃、河野荘一
- 現像：東洋現像所
- プロデューサー：上月信二（NET）、髙田正雄（東映）
- 制作：NET、東映

## 放送日程
| 話数 | サブタイトル       | 放送日         | ゲスト出演者 | スタッフ                        |
| ---- | ------------------ | -------------- | --- | ------------------------------- |
| 1    | 花にいれずみ陣羽織 | 1970年 10月2日 | 清助：剣持伴紀 お春：明星雅子 お種：古林泉 伝助：浜伸二 ：五十嵐義弘 ：藤加寿子 ：滝譲二 平木武太夫：五味竜太郎 黒雲の権蔵：藤尾純 戸部新左衛門：伊藤雄之助 | 脚本：森田新 監督：荒井岱志     |
| 2    | おっ父は田吾作流   | 10月9日        | お玉：江夏夕子 お梅：山田桂子 糸川半左衛門：天津敏 糸川右近：金光満樹 ：不動匡司 ：森谷譲 ：出水憲司 ：山口京子 ：有島淳平 ：島田秀雄 孫作：小林昭二 | 脚本：今村文人 監督：荒井岱志   |
| 3    | 夢は血まみれ       | 10月16日       | 友吉：石山律 おふみ：高野ひろみ お紋：水上竜子 師範代：鮎川浩 お夏：田坂都 三好楼女将：阿井美千子 片波屋丑五郎：池信一 ：野上哲也 ：那須伸太朗 ：大河内広太郎 ：智村清 ：北見唯一 赤座十兵衛：林彰太郎 佐伝次：蓑和田良太 友吉の母：新海なつ 駒八：西田良 五十松：小栗一也 牛久保の儀太郎：見明凡太朗                                       | 脚本：本山大生 監督：井沢雅彦   |
| 4    | ふたりがひとり     | 10月23日       | 慎之介：長谷川明男 良斎：永田靖 武藤平四郎：川合伸旺 ：國一太郎 ：冨永佳代子 ：楠三千代 ：武田禎子 ：藤本秀夫 ：阪東京三郎 ：古閑達則 ：寺内文夫 ：村田玉郎 井垣主膳：幸田宗丸 三崎屋官兵ヱ：武藤英司 お鈴：宮園純子(二役) | 脚本：今村文人 監督：荒井岱志   |
| 5    | 鬼さんどなた       | 10月30日       | 大和屋：玉川良一 お絹：有川由紀 お杉：藤里まゆみ 直次郎：楠年明 美代香：池田幸路 勘八：青山宏 名取源吾：丘路千 ：小津敏 ：小道むつみ ：井上茂 ：丸平峰子 ：高並功 ：野口貴史 ：藤長照夫 ：宍戸大全 ：阿波地大輔 湯の花 松五郎：織本順吉 りく：白石奈緒美 古坂万兵ヱ：清水元                                                                 | 脚本：本山大生 監督：荒井岱志   |
| 6    | 割り込み無情       | 11月6日        | お初：白木マリ 源次：小川真司 お北：吉川雅恵 ：芦内英輔 ：古沢周一 ：柳原久仁夫 川辺三左エ門：永野達雄 流れ星安造：舟橋元 弥助：潮万太郎 | 脚本：森田新 監督：佐々木康     |
| 7    | 三ン下に最敬礼     | 11月13日       | 忠助：太田博之 鬼山田団一郎：江波多寛児 鮎川平左エ門：永田光男 田中角兵衛：河上一夫 仙太郎：森次浩司 弥十郎：遠藤辰雄 ：宮城幸生 ：森谷譲 ：小峰一男 ：智村清 ：南勝 ：海老江寛 ：野崎善彦 ：滝譲二 ：千葉敏郎 | 脚本：今村文人 監督：佐々木康   |
| 8    | 昨日を失った娘     | 11月20日       | 藤岡の忠五郎：村井国夫 お布勢：新井茂子 黒木将監：山岡徹也 代貸：山本一郎 五本木の松吉：汐路章 ：藤本秀夫 ：遠山金次郎 ：小峰一男 ：大城泰 ：藤原勝 ：北原将光 ：和田昌也 ：星野美恵子 ：八尋洋 ：日高久 沼垣平四郎：葉山良二 | 脚本：今村文人 監督：荒井岱志   |
| 9    | 悪さもさじ加減     | 11月27日       | 弥之助：黒木進 お咲：園浦ナミ お縫：和田幾子 鎌五郎：田中直行 仙太郎：関真太郎 久八：徳田実 権藤：上杉高也 黒松屋七五三（しめ）造：藤岡重慶 庄屋多左エ門：原聖四郎 ：藤沢徹夫 ：大月正太郎 ：志茂山高也 ：西田良 江川玄琢：田崎潤 | 脚本：本山大生 監督：井沢雅彦   |
| 10   | いい奴、欲っ張り   | 12月4日        | 磯松：坂口祐三郎 お糸：花里ゆかり 熊之介：小瀬朗 三ン下：樋口史和 子分：伝法三千雄 木曽屋五兵ヱ：山村弘三 ：石沢健 ：大森厚：芦沢次男 ：岡完 ：木下サヨ子 鯉屋の万蔵：須藤健 川尻の仙右ヱ門：田中春男 一本槍の陣十郎：勝呂誉 | 脚本：今村文人 監督：長谷川安人 |
| 11   | ちびが、なこうど   | 12月11日       | 河岸山の田之助：太宰久雄 桶穴のたが三：二見忠雄 お蔦：山田桂子 お千賀：町田祥子 春太郎：二宮博巳 新左エ門：不破潤 渡し船客：有島淳平 殺し屋：壬生新太郎 殺し屋：淡路康 藤作：森秀人 殺し屋：松田利夫 易者：天王寺虎之助 鍾馗一家：伴有司 朝次：下元年世 鍾馗一家：表淳夫 最上権兵ヱ：五味竜太郎 尾花陣九郎：山田康夫 鍾馗の岩五郎：西山嘉孝 | 脚本：本山大生 監督：井沢雅彦   |
| 12   | 穴はひとすじ       | 12月18日       | お里：青柳美枝子 お道：三田登喜子 己之助：石津康彦 甲州屋：北原将光 浪人：浜伸二 角兵ヱ：横森久 喜八：市村昌二 江戸屋仁左ヱ門：花柳喜章 | 脚本：今村文人 監督：井沢雅彦   |
| 13   | みんなで仇討ち     | 12月25日       | 熊造：夏八木勲 兵堂知久平：早川保 お冬：小山陽子 熊造の母：滝那保代 与力：唐沢民賢 ：森章二 月ノ瀬喜八：稲吉靖 山部奉行：熊谷武 百姓：大矢正利 人足頭：古閑達則 百姓：智村清 竹脇の側女：山口京子 上月天心：原健策 竹脇資竜：山本麟一 | 脚本：今村文人 監督：松尾正武   |

## 配信
YouTubeの「東映時代劇YouTube」で2021年11月28日から第1話と第2話の常備配信が行われており、第3話以降は2022年11月23日から各話1週間限定で配信された。